# Tetracanthagyna waterhousei
Tetracanthagyna waterhousei là loài chuồn chuồn trong họ Aeshnidae. Loài này được McLachlan mô tả khoa học đầu tiên năm 1898.